# Liste des moulins à eau de la Somme
Cet article répertorie les moulins à eau existant dans le département de la Somme.

## Liste
| Nom de commune           | Nom du moulin                      | Protection        | Date de construction | Note                                                        | Photo |
| ------------------------ | ---------------------------------- | ----------------- | -------------------- | ----------------------------------------------------------- | ----- |
| Amiens                   | Moulin Passe-Arrière               | Classé MH (1987)  | XVIIIe siècle        | propriété privée                                            |       |
| Amiens                   | Moulin Passe-Avant                 | Classé MH (1986)  | XVe siècle           | restauré                                                    |       |
| Beauchamps               | Moulin de Beauchamps               |                   |                      |                                                             |       |
| Bettencourt-Rivière      | Moulin de Bettencourt-Rivière      |                   |                      |                                                             |       |
| Conty                    | Moulin de la Barre,                |                   |                      |                                                             |       |
| Fréchencourt             | Moulin de Fréchencourt             |                   | XVIIIe siècle        |                                                             |       |
| Frémontiers              | Moulin de Frémontiers              | Inscrit MH (1990) | 1797                 | propriété privée                                            |       |
| Hem-Hardinval            | Moulin d'Hem-Hardinval             |                   |                      |                                                             |       |
| Lœuilly                  | Moulin de Lœuilly,                 |                   | XXe siècle           | production d'électricité propriété privée ouverte au public |       |
| Longpré-les-Corps-Saints | Moulin de Longpré-les-Corps-Saints |                   |                      |                                                             |       |
| Maisnières               | Moulin de Visse                    | Inscrit MH (1990) | 1837                 | propriété privée                                            |       |
| Oust-Marest              | Moulin d'Oust-Marest               |                   |                      |                                                             |       |
| Plachy-Buyon             | Moulin du Marotin                  |                   |                      | propriété privée                                            |       |
| Querrieu                 | Moulin à eau                       |                   |                      | propriété privée                                            |       |
| Rue                      | Moulin à eau                       |                   |                      | Moulin privé                                                |       |
| Saint-Germain-sur-Bresle | Moulin « La Mécanique »            |                   |                      | propriété privée, ouverte au public                         |       |